# Interogo

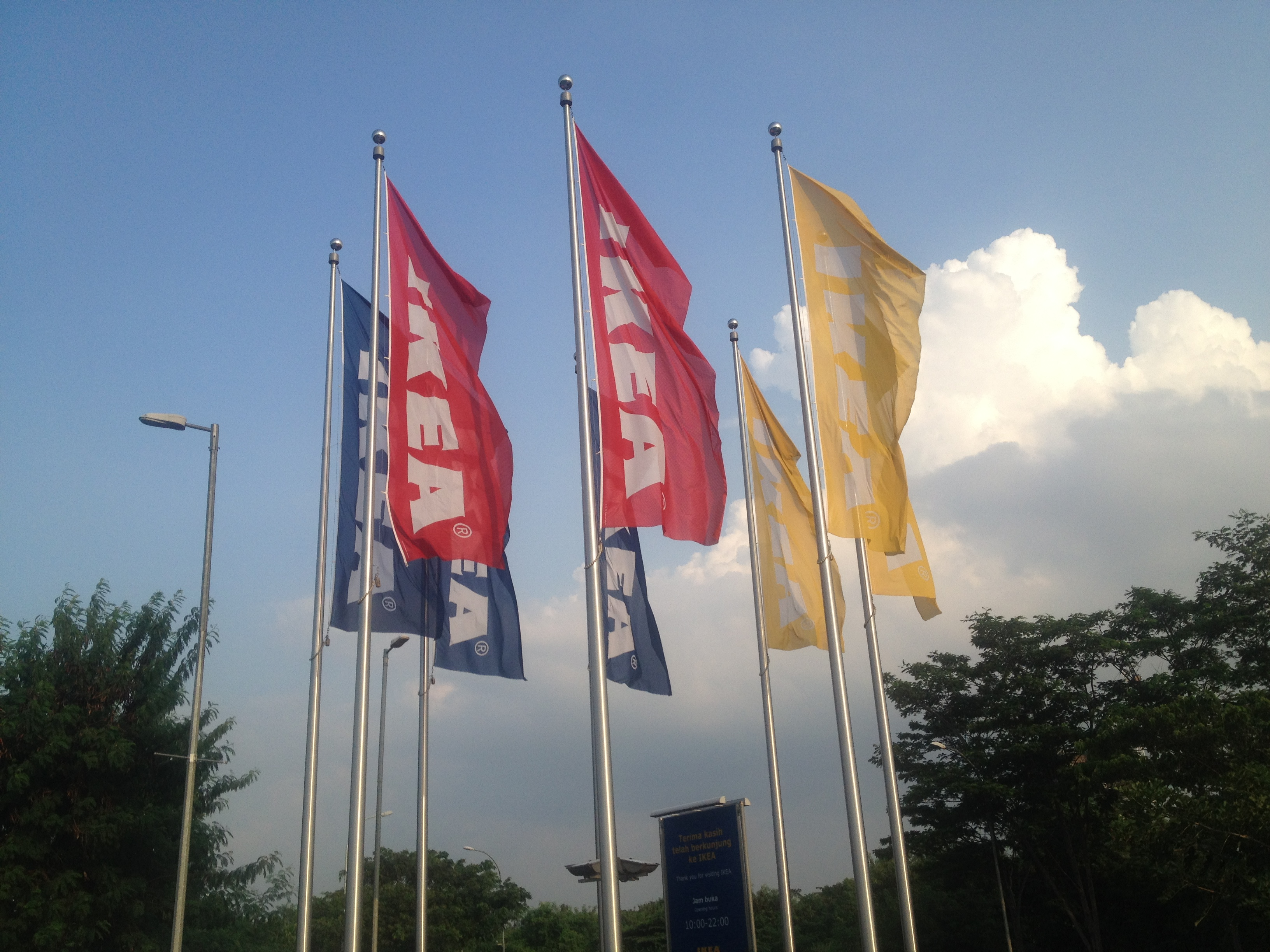
Ikea-flaggor utanför varuhuset i Alam Sutera, Tangerang, Indonesien.

Stiftung Interogo (Interogo Foundation) är en stiftelse i Liechtenstein och ingår i Ikea-sfären.
Interogo äger det helägda Inter Ikea Systems S.A. i Luxemburg, vilket i sin tur heläger Inter Ikea Systems B.V. i Nederländerna. Interogo instiftades av Ingvar Kamprad 29 mars 1989 i Vaduz för förvaltning av dennes ägande av Inter Ikea Systems-gruppen.
Interogo förvaltas av advokatfirman Marxer and Partner i Vaduz i Liechtenstein.